# Интеграл (фильм)
«Интеграл» — советский чёрно-белый широкоэкранный художественный фильм 1970 года, снятый режиссёром Хаджи Ахмаром по собственному сценарию на киностудии «Узбекфильм».
Премьера фильма состоялась 23 июня 1971 года. В СССР фильм посмотрело 7,4 млн зрителей.

## Сюжет
В поезде три дня путешествуют вместе четверо пассажиров, разговаривая о жизни и людях. Проходят обсуждения характеров и ценностей каждого из них. Для молодого паренька это путешествие становится важным опытом общения с разными людьми, особенно с врачом и девушкой, которые оставляют в нем яркие впечатления.

## В ролях
- Рустам Сагдуллаев — паренёк
- Хамза Умаров — доктор Саидов
- Шухрат Иргашев — студент
- Джамал Низамходжаев — толстяк
- Тамилла Ахмедова — девушка
- Рихси Ибрахимова — Ойхон
- Шариф Каюмов — муж Ойхон
- Тамара Трушина — «бабуся-невеста»

## Съёмочная группа
- Режиссер: Хаджи Ахмар
- Сценарист: Хаджи Ахмар
- Оператор: Александр Панн
- Композитор: Богдан Троцюк
- Художник: Вадим Добрин